# راکی (اکلاهما)
راکی(به انگلیسی: Rocky) شهری در ایالت اوکلاهاما کشور ایالات متحده آمریکا است که جمعیت آن در سرشماری سال ۲۰۱۰ میلادی،۱۶۲ نفر بوده‌است.